# Unión Deportiva Horadada
La Unión Deportiva Horadada fue un equipo de fútbol español de la localidad del Pilar de la Horadada, en el sur de la provincia de Alicante, España.

## Estadio y equipación
El nombre de su estadio es Ikomar (paraje navarro de la sierra de Urbasa), por acuerdo adoptado al construir el mismo, con capacidad para 3500 espectadores. Su primera equipación consiste en camiseta roja, pantalón azul oscuro y medias azules.

## Historia
El equipo fue fundado en 1972 y su actual presidente es José María Pérez Sánchez. Otros directivos como Juan Tomás Collado Martínez, Enrique López Torres, Pedro Villar Henarejos o Jose Alfonso Ballester Fuentes participan en el actual proyecto de este histórico equipo. Ha jugado una temporada (92/93) en Segunda División B y 22 en Tercera División, dos de las cuales ha sido subcampeón de la misma. En la temporada 2006/2007 milita en el Grupo VI de la 3ª División de la Liga Española.
Hasta la temporada 2005/2006 el Horadada jugaba en el Grupo XIII (Región de Murcia) por la comodidad que proporcionaba a la hora de los desplazamientos, pero a partir de la temporada 2006/2007 la Real Federación Española de Fútbol obligó al equipo a jugar con la Federación Valenciana.
En la temporada 92-93, coincidiendo con su ascenso a 2ª B, llegó hasta la Tercera Ronda de la Copa del Rey, empatando a 1 frente al Deportivo de la Coruña en casa y perdiendo como visitante por un contundente 9-1.
En la temporada 06-07, el Club se vio inmerso en una crisis económica provocada por varios factores, a destacar entre ellos la inversión en un jugador extranjero, el cambio de federación autonómica y la no contribución de uno de los patrocinadores del equipo. Con ello, el equipo intercambió su plaza en tercera división con el Villarreal C. F., con lo que el Villarreal CF "C" ocupará la plaza correspondiente en tercera, y el Horadada pasará a jugar en Regional Preferente en el ciclo 07-08 coronándose campeones de la REGIONAL PREFERENTE GRUPO IV, con expectativas de subsanar los problemas económicos y poder llegar en la próxima temporada a Tercera de nuevo.
Vientos de renovación soplan para la temporada 2009-2010, nombrándose presidente a D. José María Pérez Sánchez que al término de la misma queda clasificado en segundo lugar como vice-cámpeon de la temporada, y como tal pasa a jugar los play-off de ascenso a Tercera División. En 2011 pasó a denominarse Horadada CF.

## Datos
- Temporadas en 2ªB: 1
- Temporadas en 3ª: 30
- Temporadas en Preferente: 7

## Plantilla actual
Entrenador:  Antonio Pedreño Saura